# Il·lustració
|  | Aquest article tracta sobre el moviment filosòfic del segle XVIII. Si cerqueu la disciplina artística, vegeu «il·lustració gràfica». |

La Il·lustració (en francès: Siècle des Lumières; en alemany: Aufklärung; en anglès: Enlightenment; en italià: Illuminismo) va ser un corrent filosòfic, polític i social europeu que promovia el progrés, el racionalisme i el liberalisme en contra del poder reial, la noblesa i l'obscurantisme catòlic. Va aparèixer al Regne de França, al Regne Unit i a Alemanya a finals del segle xvii. Després es va estendre, amb empremta francesa, a altres parts d'Occident durant el segle xviii, anomenat el segle de les llums. Al llarg d'aquest segle, malgrat que es van mantenir les característiques bàsiques de l'Antic Règim, l'intens impuls demogràfic i econòmic i l'eclosió del pensament il·lustrat van obrir les portes a una època de revolucions burgeses encapçalades per la Revolució Francesa i per la Revolució Industrial. El nom en diferents llengües d'aquest moviment fa referència a la raó, identificada amb la llum, ideal i guia dels individus de l'època.
Com que no existeix una data d'arrencada del moviment que gaudeixi del consens dels estudiosos i acadèmics, se sol considerar tot el segle xviii com l'època en què es va desenvolupar (malgrat que hi coexisteix amb altres moviments intel·lectuals). La seva fi, en canvi, se sol identificar amb l'arribada de les guerres napoleòniques.

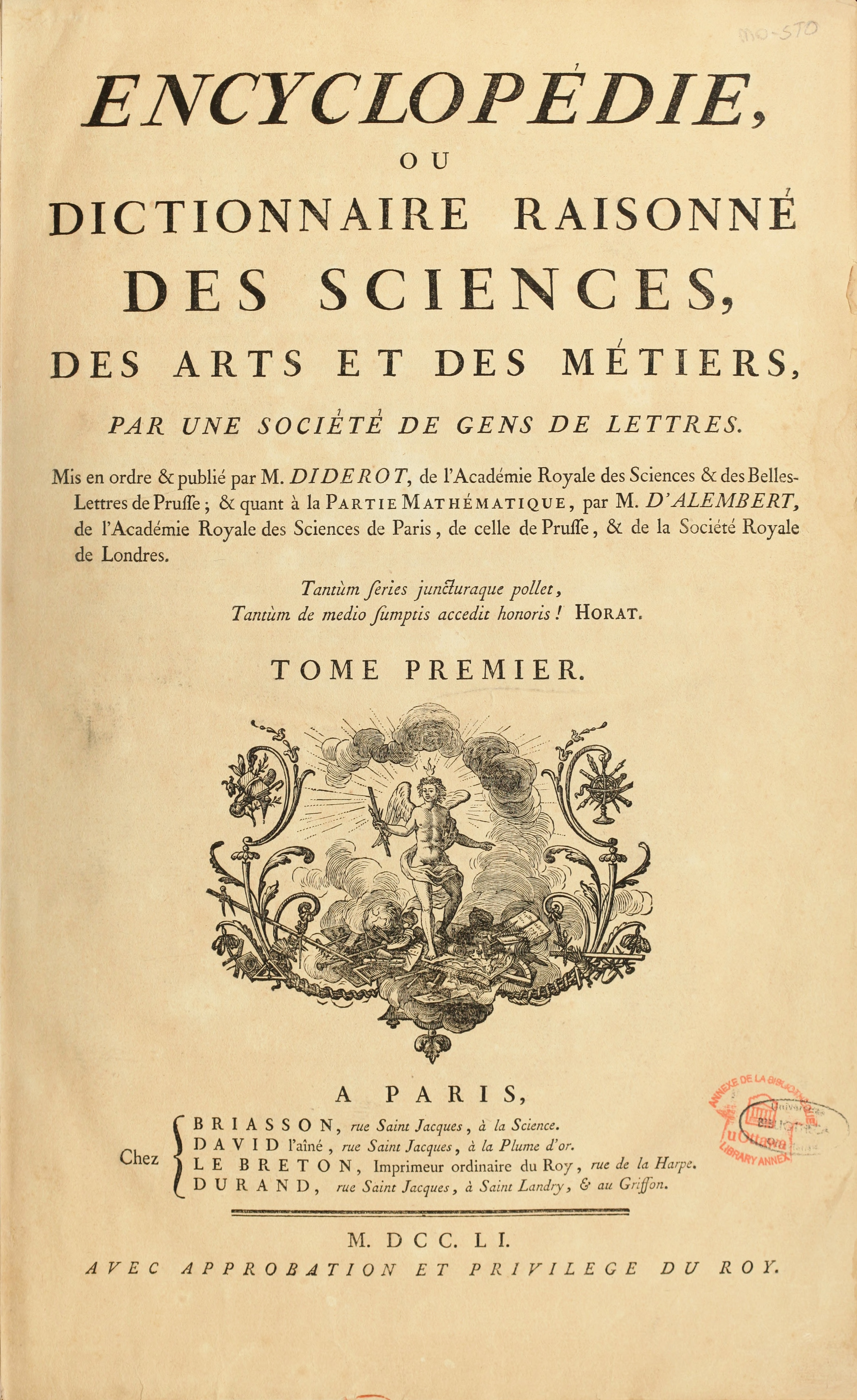
Portada de l'Encyclopédie (1751)

El terme Il·lustració es refereix específicament a un moviment intel·lectual històric. Tot i que existeixen precedents de la Il·lustració a l'Anglaterra i l'Escòcia de finals del segle xvii, el moviment es considera originàriament francès. Així mateix, la Il·lustració va tenir també una expressió estètica, anomenada neoclassicisme. Des del Regne de França, on madura, es va estendre per tot Europa i Amèrica i va renovar especialment les ciències, la filosofia, la política i la societat. Les seves aportacions han estat més discutides en el terreny de les arts i la literatura. Aquest corrent advocava per la raó com a forma d'establir un sistema ètic. La mentalitat il·lustrada no presentava unes actituds uniformes, però entre els denominadors comuns del moviment es troben elements com el naturalisme, el racionalisme i l'humanisme.
Entre 1751 i 1765 es publica al Regne de França la primera Encyclopédie, de Denis Diderot i Jean le Rond d'Alembert, que pretenia recollir el pensament il·lustrat. Volien educar la societat, perquè una societat culta que pensa per si mateixa era la millor manera d'assegurar la fi de l'Antic Règim (l'absolutisme i els fanatismes es basen en la ignorància del poble a dominar). En la seva redacció, van col·laborar altres pensadors il·lustrats com Montesquieu, Rousseau i Voltaire.
Els líders intel·lectuals d'aquest moviment es consideraven a si mateixos com l'elit de la societat. El seu propòsit principal era liderar el món cap al progrés, traient-lo del llarg període de tradicions, superstició, irracionalitat i tirania (període que ells creien iniciat durant l'anomenada edat fosca). Els il·lustrats no sols van començar una tasca de revisió i crítica de l'Antic Règim, tot erosionant-lo, sinó que també van assentar les bases de nous paradigmes polítics, econòmics i socials. Aquest moviment va portar el marc intel·lectual en què es produirien diverses revolucions, particularment la Guerra de la Independència dels Estats Units i la Revolució Francesa, així com l'auge del capitalisme i el naixement del socialisme. En música, va ser acompanyat pel moviment del classicisme, i en les arts plàstiques, pel neoclassicisme.
Un altre destacat moviment filosòfic del segle xviii, íntimament relacionat amb la Il·lustració, es caracteritzava per centrar el seu interès en la fe i la pietat. Els seus partidaris provaven de fer servir el racionalisme com a via per a demostrar l'existència d'un ésser suprem. En aquest període, la fe i la pietat eren parts integrals de l'exploració de la filosofia natural i de l'ètica, a més de les teories polítiques del moment. Tanmateix, prominents filòsofs il·lustrats com Voltaire i Jean-Jacques Rousseau van qüestionar i criticar la mateixa existència d'institucions com l'Església i l'estat.
El segle xviii va veure també l'auge continu de les idees empíriques en la filosofia, idees que eren aplicades a la política econòmica, al govern i a ciències com ara la física, la química i la biologia.
En la història res no és casual; un fet és la conseqüència inevitable d'altres que el van precedir. La Revolució Francesa, si bé va tenir altres causes, no hagués estat possible sense la presència de l'il·luminat que, posant llum sobre l'obscurantisme de l'edat mitjana, època en què s'impedia pensar lliurement, s'allunyà dels dogmes religiosos per explicar el món i els seus esdeveniments, per examinar-lo a la llum de la raó. L'il·luminat tampoc no haguera existit si no hagués estat precedit d'un afebliment del poder de l'Església a causa de la Reforma protestant, que va dividir el món cristià, i de l'humanisme, moviment filosòfic que es va centrar en l'ésser humà i les preocupacions terrenals, traient a la religió aquest privilegi, i rebutjant el teocentrisme.

## La transformació econòmica i demogràfica europea
El segle xviii fou una època d'expansió econòmica. Després de les llargues guerres del segle anterior (Guerra dels Trenta anys), el tractat d'Utrecht (1713) va encetar un període de relatiu equilibri internacional en què es van generalitzar l'activitat diplomàtica i els sistemes d'aliances.
La població va augmentar considerablement: entre el 1650 i el 1800 Europa va passar de 100 a 200 milions d'habitants. Aquest creixement demogràfic va ser causa i conseqüència del desenvolupament econòmic. El volum de les transaccions comercials va créixer, les comunicacions eren més fàcils gràcies a la construcció de xarxes viàries, de canals i de carreteres. A més, va augmentar la producció agrícola i manufacturera, i des del 1730 un moviment de puja de preus va incrementar els guanys dels propietaris.

### El capitalisme comercial
El mercantilisme del segle xvii tenia com a objectius el desenvolupament de la producció interior, la potenciació del comerç i la protecció de les economies estatals enfront de les exteriors. Les monarquies europees van continuar aquesta política al llarg del segle xviii, però amb matisos diversos:
- El Regne de la Gran Bretanya i les Províncies Unides van permetre una major llibertat als interessos privats gràcies a les condicions creades durant el segle anterior (revolucions polítiques, inicis del liberalisme econòmic, lideratge en el control de les rutes comercials…).
- A la resta d'Europa, la intervenció de l'estat va ser molt més directa. Seguint aquesta política, els governs van propiciar noves manufactures per tal d'assolir nivells més alts de producció. La importància de la manufactura es troba en la introducció d'una nova organització del treball, encara que continuava sent fortament manual. Aquest procés serà un graó essencial en la transició de la producció domèstica a la fabril.

Al segle xvii, el comerç colonial és important: la demanda de béns de consum augmentava a l'interior dels estats a mesura que s'incrementava la població, però aquest increment hauria estat molt limitat sense els mercats exteriors. Al segle xviii, els mercats colonials es van eixamplar cap a Àsia, Àfrica i Amèrica, i es van establir relacions permanents i estables amb les metròpolis.
Els països europeus intercanviaven productes manufacturats per matèries primeres de les colònies. A la llarga, significà la subordinació de les colònies a les metròpolis i, entre aquestes, el Regne de la Gran Bretanya ocupava el primer lloc, car dominava la ruta de Calcuta a Canton i, alhora, monopolitzava el comerç del te. El Regne de França se'n va assegurar el segon lloc, mentre les Províncies Unides, amb menor potencial productiu, van passar a un tercer lloc. A la península Ibèrica, els dos estats van afermar els seus imperis colonials.
Tot plegat configurà nous ports i noves rutes comercials. El comerç d'esclaus continuava (amb més de sis milions de negres africans venuts als plantadors americans), i es desenvolupava el comerç amb l'Índia. Els neerlandesos dominaven Indonèsia i els europeus comerciaven amb la Xina i el Japó. Les companyies comercials privades, o amb ajut estatal, estenien i asseguraven el domini de la metròpoli. Aquestes obtenien enormes beneficis de la venda d'objectes manufacturats amb primeres matèries obtingudes a les colònies. Era, doncs, un intercanvi desigual entre la metròpoli i la perifèria.

## Estancament social
El fort impuls econòmic va impactar en la societat. Essencialment continuava sent estamental, però la burgesia va iniciar un gran ascens que la va dur a reclamar el seu lloc en l'estat. En conseqüència, la societat estamental de l'antic règim va entrar en crisi malgrat que la noblesa era encara el grup més poderós, amb majors privilegis i potser el més ric. La burgesia, en canvi, es veia afavorida per l'accelerat creixement de la població, l'augment dels preus (i, per tant, la pèrdua de poder adquisitiu dels qui tenien rendes fixes) i l'augment dels ingressos provinents del comerç. Els canvis econòmics que acabem d'esmentar donen una idea de la importància que la propietat, els diners i el capital van anar adquirint en aquesta època. Un sistema com l'estamental, en què el naixement era el patró de la consideració social, no podia deixar de topar amb la nova realitat que s'anava configurant.
Les burgesies europees, llevat de les del Regne de la Gran Bretanya i de les Províncies Unides, van soscavar tot al llarg del segle els fonaments d'un sistema que els semblava injust i sobretot incompatible amb el desenvolupament dels seus interessos. Combatien, doncs, contra un sistema polític -la monarquia absoluta, de dret diví, que els negava la llibertat d'intervenir en el govern-, contra el model econòmic del mercantilisme -ara que ja se sentien forts- i contra el poder enorme de l'Església.

## El segle de la raó
A mitjans del segle xviii, un grup de filòsofs, majoritàriament francesos, van elaborar un cos doctrinal que va esdevenir una magnífica arma de combat per a canviar la realitat i destruir les bases de l'antic règim.

### Fonaments del pensament il·lustrat

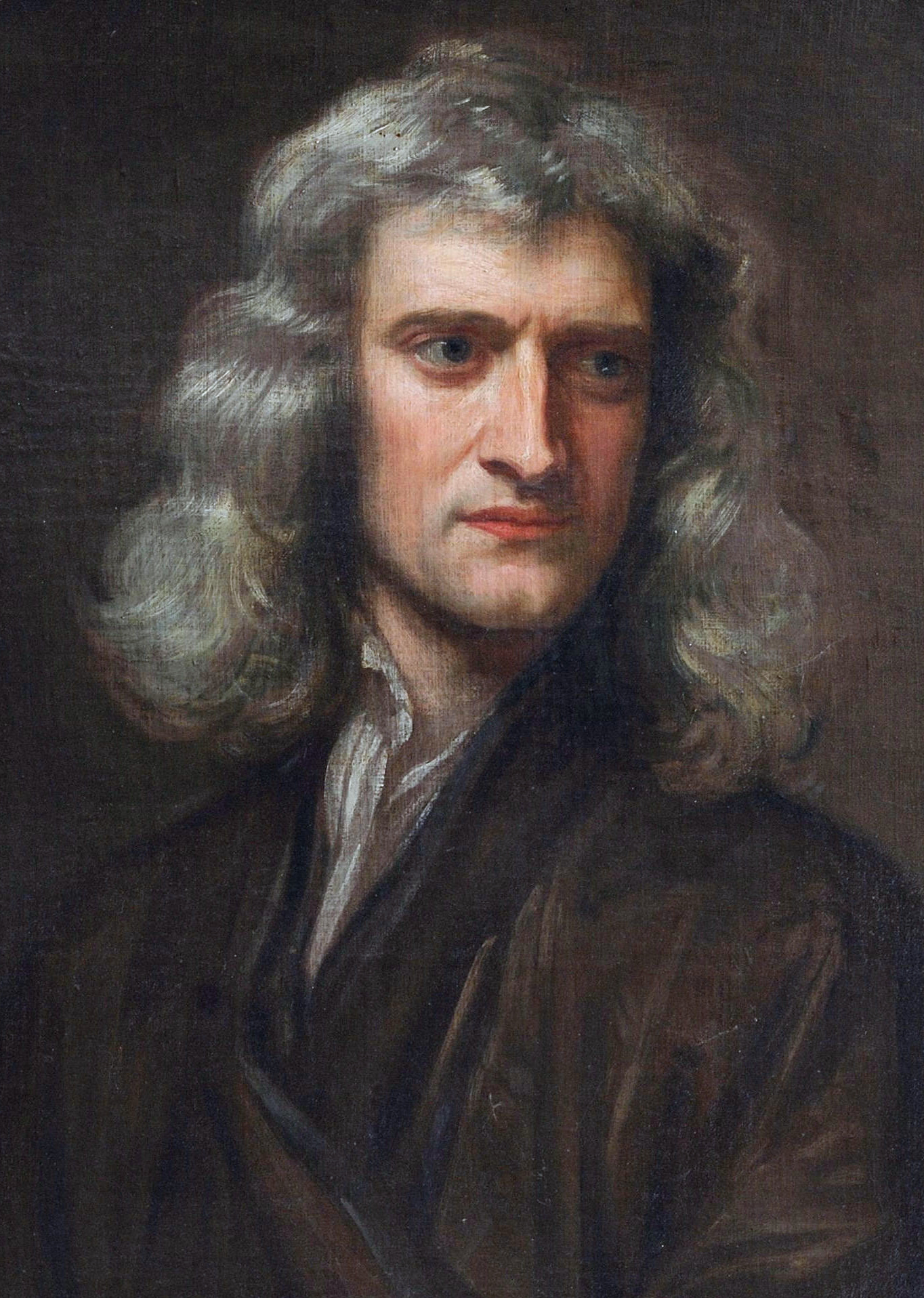
Sir Isaac Newton pintat per Godfrey Kneller el 1689

Els il·lustrats estan íntimament lligats amb la línia de pensament que, des del Renaixement, havia combatut les supersticions. Eren coneixedors i admiradors dels progressos que significaven la filosofia de René Descartes, (considerada la iniciadora de l'evolució del pensament filosòfic occidental que provocaria el pensament il·lustrat) les fórmules polítiques contractualistes de John Locke, com l'empirisme, i el conjunt de les aportacions de la revolució científica del segle anterior, el moment culminant de la qual es troba en la formulació de les lleis de la física per part d'Isaac Newton. Aquests pensadors es van esforçar a demostrar que la raó humana era capaç d'arribar per si mateixa a la veritat. El coneixement conduiria l'ésser humà a la felicitat, per a la qual havia estat fet; les relacions humanes havien de basar-se en la tolerància i en la igualtat davant de la llei.
Sergio Rábade considera que David Hume va tractar els temes de la filosofia il·lustrada: el naturalisme, el sentit pragmàtic aplicat a la filosofia, la secularització i l'empirisme sobre l'especulació. Aquest fet fa que siga considerat un iniciador de la Il·lustració.
Els il·lustrats eren, en conjunt, optimistes, i estaven convençuts de la seva capacitat de canviar el futur; tenien una enorme confiança en el progrés i van elaborar una doctrina amb vocació universalista difosa en els salons, els cafès, les gasetes, les societats secretes (com ara la maçoneria) i els diaris. Aquestes eines donaven fe d'aquesta voluntat de discussió i de difusió que es va estendre entre la burgesia, els nobles i els monarques. Amb tot, la part més beneficiada per la Il·lustració fou la burgesia, que veia en aquesta ideologia la forma més ràpida d'accedir al poder polític, àmbit que els havia estat vedat pels privilegis feudals i la societat estamental.
La Il·lustració veia la raó com a base de tot pensament i com a eina única de l'ésser humà per a superar els seus obstacles i problemes. Defensaven la tolerància envers la persona, davant la pluralitat de punts de vista i de cultures del món, i per tant, predicaven la llibertat de culte. Creien que l'individu era al món per a ser feliç, i només podia ser-ho si progressava i millorava la societat. Això portà a un nou renaixement en què tot girava al voltant de l'ésser humà, amb la diferència que el paper que abans havia jugat Itàlia, el va fer aquesta vegada França. La fe es trasllada de Déu a l'individu: hi ha confiança en el que aquest pot arribar a fer, i es pensa que el progrés humà (el concepte sorgeix precisament en aquest segle) és continu i indefinit (Condorcet) i els autors moderns són millors que els antics, als quals poden perfeccionar. Es formula la filosofia de l'optimisme (Gottfried Leibniz) enfront del pessimisme característic de l'edat mitjana i el barroc. La societat se secularitza i la noció de Déu i la religió comença a perdre, ja definitivament, la importància que havia tingut fins ara en tots els ordres. Es desenvolupa una cultura exclusivament laica, i fins i tot antireligiosa i anticlerical. Comencen a formular-se les expressions més tolerants d'espiritualitat: nihilisme llibertari (Casanova, Pierre Choderlos de Laclos), maçoneria, deisme (Voltaire), agnosticisme; fins i tot, es formulen ja clarament les propostes de l'ateisme (Pierre Bayle, Baruch Spinoza, Baró d'Holbach) i el satanisme, exposat per alguns personatges de novel·les escandaloses de l'època (marquès de Sade). L'atenció als aspectes més obscurs de l'ésser humà constitueix el que s'ha vingut a anomenar «la cara fosca del segle de les llums».
La Il·lustració considera l'ésser humà com a element important en la seua filosofia. Volen que visca dignament en tots els aspectes: el religiós, econòmic, intel·lectual, moral, polític i sentimental.
També aportà una cultura científica que es desprenia del pes de la religió en la recerca de la natura. Açò portà a l'enciclopedisme, és a dir, l'impuls de la creació d'enciclopèdies.
En qüestions econòmiques, el pensament il·lustrat criticava els obstacles que el mercantilisme posava a la producció i defensaven la llibertat de producció i el dret a la propietat. Davant el liberalisme anglès, la fisiocràcia francesa sostenia que la terra era la principal font de riquesa. F. Quesnay, en Maximes générales du gouvernement économique d'un royaume agrícole (1767) sosté que la terra és l'única font de riqueses:
Que el sobirà i la nació mai no perdin de vista que la terra és l'única font de riqueses, i que és l'agricultura qui les multiplica. Ja que l'augment de les riqueses assegura el de la població; les persones i les riqueses fan prosperar l'agricultura, estenen el comerç, estimulen la indústria, acreixen i perpetuen les riqueses. De tan abundós brollador depèn l'assoliment de totes les parts de l'administració del regne.
En política, es defensava la divisió dels poders en legislatiu, executiu i judicial; la sobirania nacional residia en el poble; s'havien de garantir els drets i les llibertats individuals… Jean-Jacques Rousseau defensava que l'ésser humà, per naturalesa, era bo, i que era el contacte amb la societat allò que el corrompia.

### Filòsofs del segle de les llums

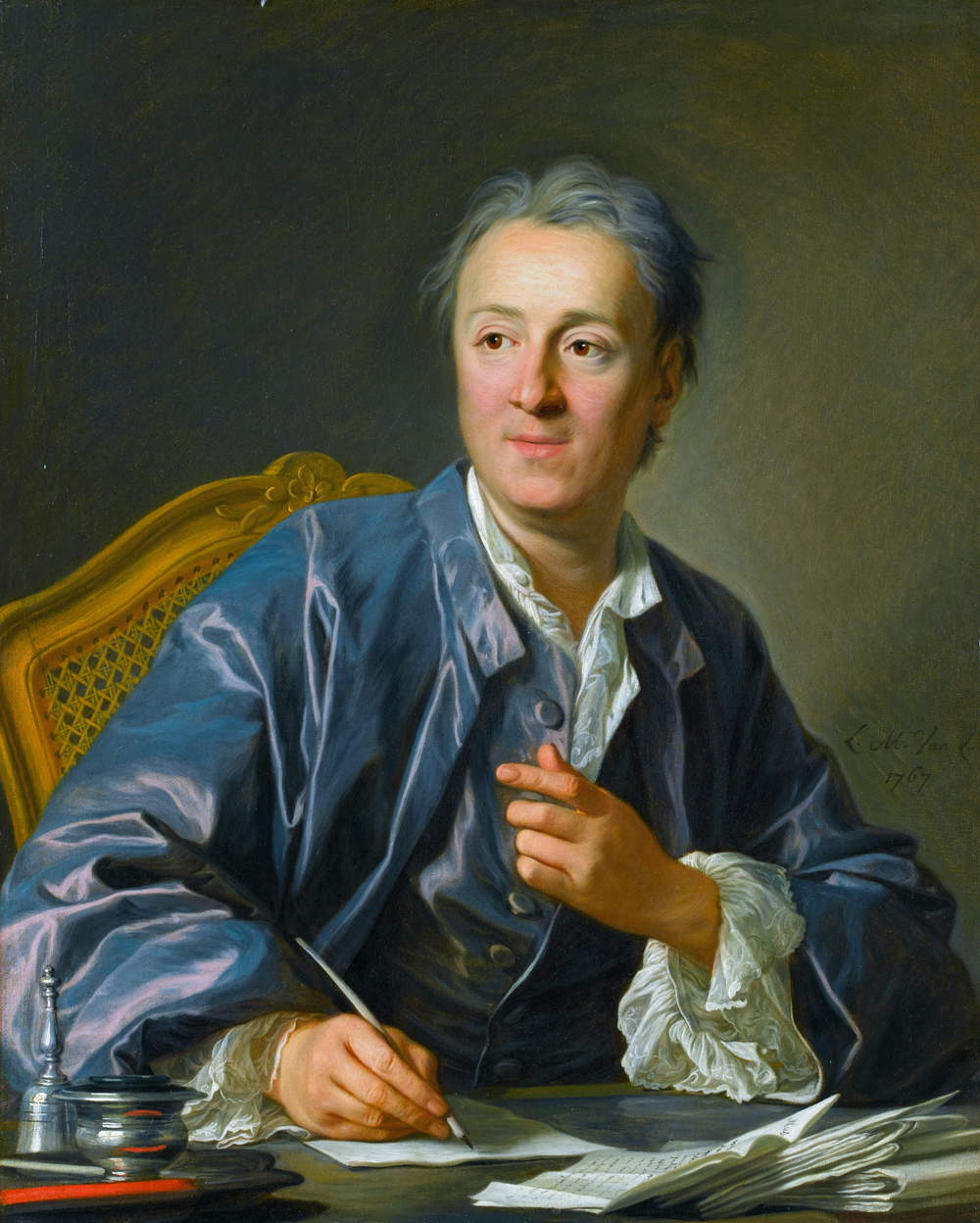
Denis Diderot, fundador de l'Encyclopédie

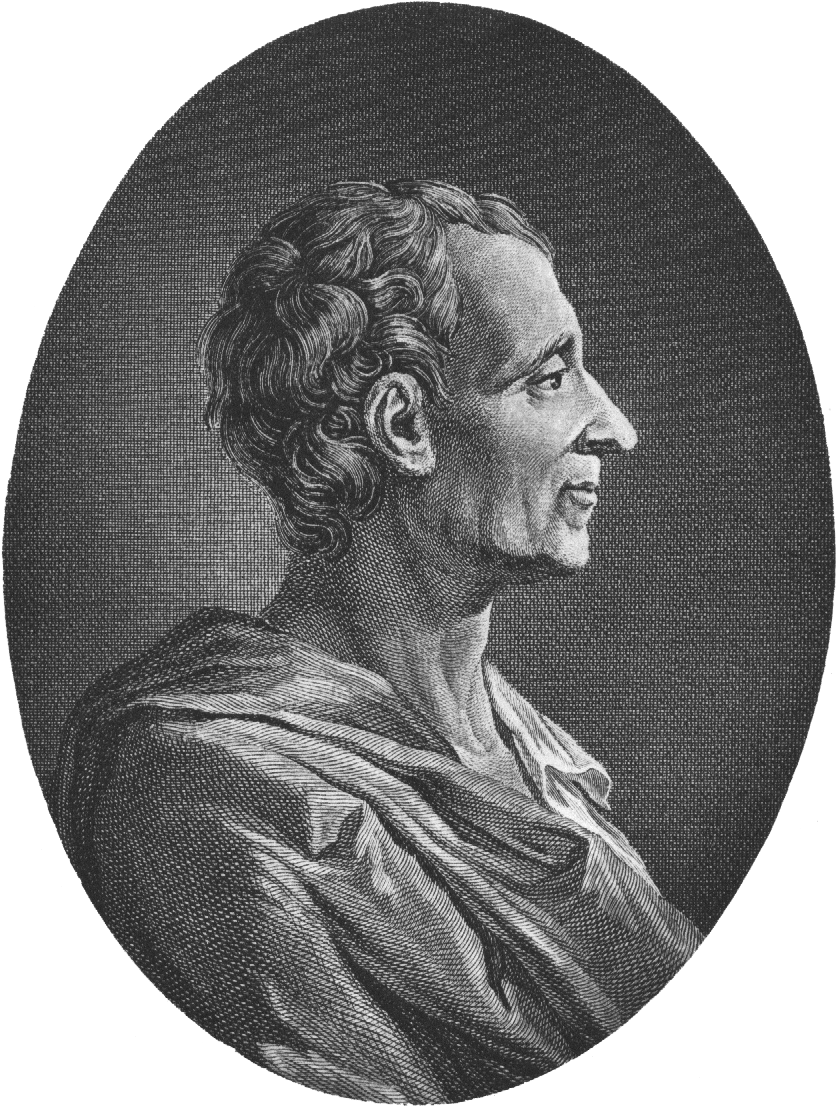
Charles-Louis de Secondat, baró de Montesquieu

La Il·lustració va tindre forma en diversos països, sent pionera França, amb un moviment il·lustrat per cada territori. Principalment països europeus des d'Espanya fins a Rússia i algunes colònies americanes.
El fet que el Regne de França fos una nació rica i poderosa, però les seves possibilitats estiguessin frenades per les condicions polítiques (monarquia absoluta) i socials (societat estamental) va donar lloc a les principals reflexions sobre la necessitat de reformar l'antic règim.
Entre 1751 i 1772, es va publicar a França l'Encyclopédie, editada per Denis Diderot i Jean le Rond d'Alembert, que pretenia recollir el pensament il·lustrat. Aquesta obra magna va complir una doble funció: informar (i, per tant, sistematitzar i posar al dia els coneixements del seu temps) i crear una polèmica ideològica, amb el seu rebuig a l'autoritat i el seu afavoriment del progrés. Va ser Denis Diderot qui el 1747 es va fer càrrec d'aquest projecte i es va convertir en el director de l'obra (Diccionari raonat de les ciències, les arts i els oficis). En la redacció, hi van col·laborar altres pensadors il·lustrats, com Montesquieu, Rousseau, el Baró d'Holbach i Voltaire.
Charles-Louis de Secondat, baró de Montesquieu (1689-1755), després d'una estada al Regne de la Gran Bretanya, i enormement influenciat per la revolució i la constitució angleses, va fer un gran elogi, en la seva obra L'esperit de les lleis (1748), de la divisió de poders. En aquesta obra, es va mostrar partidari de la separació de poders executiu, legislatiu i judicial per a evitar que la concentració en unes mans úniques convertís el poder en despòtic:
En el moment en què, en la mateixa persona o en el mateix cos de magistratura, es troben junts el poder legislatiu i el poder executiu, no hi ha llibertat, perquè hom pot témer que el mateix monarca o el mateix senat facin lleis tiràniques a fi d'executar-lo tirànicament.
Així mateix, no hi ha llibertat si el poder de jutjar no es troba separat del poder legislatiu i del poder executiu. Si es troba al costat del poder legislatiu, la pressió sobre la vida i els ciutadans serà arbitrària, car el jutge serà el legislador. Si es troba al costat del poder executiu, el jutge podrà tenir la força d'un opressor.
Tot se n'anirà en orris si el mateix individu, o el mateix cos dels principals, o dels nobles, o del poble, exerceix aquests tres poders: el que fa les lleis, el que executa les resolucions públiques, i el que jutja les pugnes i els litigis particulars.
François-Marie Arouet Voltaire (1694-1778), en la seva obra Cartes angleses, també va elogiar l'ambient de llibertat, de consciència i d'opinió del Regne de la Gran Bretanya del segle xviii. Es va mostrar com un gran defensor de la tolerància i de la llibertat de pensament. Atacava la religió en nom del sentit comú i sobretot com a representació del fanatisme, i creia en una religió sense jerarquies ni ritus. Tot i això, Voltaire va ser més que res una persona apassionada per les lluites concretes: durant la seva vida, va combatre constantment tota restricció de la llibertat (les detencions arbitràries, la tortura, la pena de mort, els judicis secrets, la censura i la falta de llibertat de pensament i d'expressió). En els seus assaigs, sàtires i novel·les curtes, aconseguí “popularitzar” la filosofia i la ciència. Les lectures de les seves obres eren habituals als salons de la noblesa.
Jean-Jacques Rousseau (1713-1778) amb les seves obres, i en especial amb El contracte social (1762) va trencar amb el liberalisme de John Locke, ja que contra la idea de contracte individual preconitzava el contracte social, el pacte entre tota la ciutadania i el respecte a les lleis com la millor garantia de llibertat. Defensava el principi de la sobirania nacional, és a dir, que el poder emana del lliure consentiment de tots els individus, expressat mitjançant el sufragi.
A Espanya destaquen Benito Jerónimo Feijoo i Gaspar Melchor de Jovellanos. A Gran Bretanya, David Hume i Adam Smith. A Itàlia, Cesare Beccaria. A Alemanya, Immanuel Kant i Gotthold Ephraim Lessing.

## L'Europa del despotisme il·lustrat
Al segle xviii, el Regne de la Gran Bretanya era la mare de les llibertats i del parlamentarisme, mentre que al continent europeu la monarquia absoluta era la forma imperant de govern. Tanmateix, els monarques absoluts intentaren reformes que pretenien d'agermanar els elements d'autoritat amb la idea del progrés dels nous temps. El lema de Josep II d'Àustria: "tot per al poble, però sense el poble" defineix perfectament el caràcter del despotisme il·lustrat.
Les monarquies francesa, espanyola, austríaca i prussiana comprengueren l'element racionalitzador que implicaven les idees de la Il·lustració. La seva voluntat de poder, de crear estats forts i poderosos i de sortir de l'estancament del segle precedent, les va dur a col·laborar amb els filòsofs. Va ser als països on els il·lustrats no trobaven interlocutors vàlids entre la burgesia on la col·laboració entre els prínceps i els filòsofs va ser més profunda.
A la França de Lluís XV i Lluís XVI, va haver-hi reformes o acceptació d'alguns dels principis racionalitzadors en la gestió del govern. Va ser a l'Europa central i meridional on van sorgir, però, les personalitats més interessants del despotisme il·lustrat. Frederic II de Prússia, dit el Gran, Josep II d'Àustria, la tsarina Caterina II de Rússia, i en menor mesura Gustau III de Suècia i Carles III d'Espanya.
Trets comuns del despotisme il·lustrat són l'absolutisme centralitzador, la racionalització de l'administració de l'estat (legislació, impostos i funcionaris) i la reforma de l'ensenyament, orientat cap a les anomenades ciències útils i deslliurat del llast de la tradició. D'altra banda, cercaven la modernització econòmica, mitjançant la liberalització de la propietat i la creació de programes de desenvolupament agrícola i industrial. Alhora, els monarques defensaven les prerrogatives reials davant de les de l'Església (lluita regalista). Aquest xoc entre l'Església i l'estat va tenir el seu moment culminant en la persecució dels jesuïtes que, entre 1759 i 1773, data de la dissolució de la Companyia de Jesús per decisió del papa, van ser expulsats dels estats de Portugal, Espanya i França.
De tota manera, les possibilitats d'aquesta experiència reformista van ser molt limitades i les contradiccions d'aquesta via reformista van preparar l'època de les revolucions burgeses.

## Catalunya sota la casa dels Borbons
La derrota catalana i valenciana de la Guerra de Successió va portar a l'anul·lació de la independència política. Durant el segle xviii la repressió fou brutal. En les primeres dècades, les execucions, tortures i empresonaments van ser habituals. Després, malgrat que la repressió física es va anar apaivagant, l'intent d'apartar el català i tot allò relacionat amb les institucions de Catalunya va continuar: la llengua continuà prohibida dins de l'administració, i les institucions pròpies foren suplantades per les castellanes.
Els esforços dels catalans en l'àmbit econòmic intensificaren el conreu de la vinya; es van crear moltes empreses mercantils, es van incrementar els intercanvis comercials amb Anglaterra i Holanda i es va iniciar el comerç il·legal amb les Antilles, que a partir de 1778 va esdevenir legal.

### Redreçament econòmic

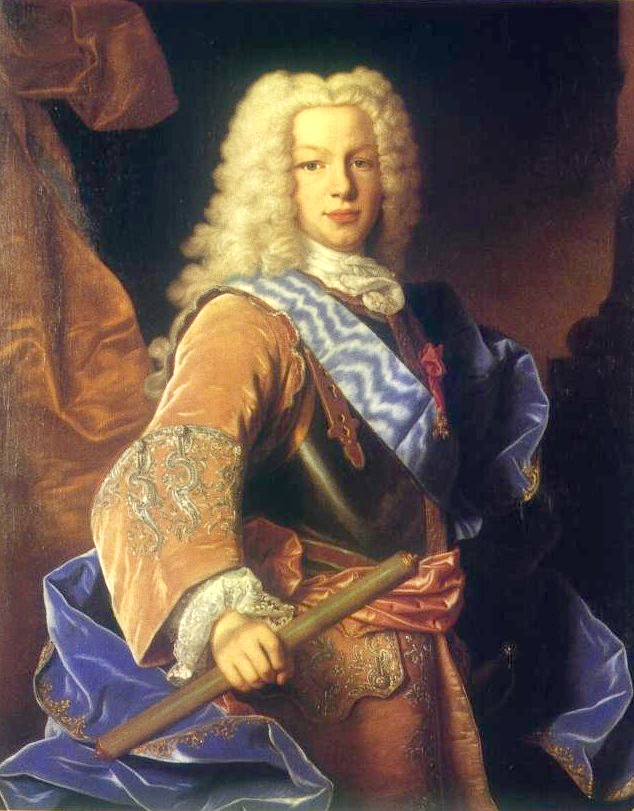
Ferran VI d'Espanya

Durant el segle xviii, en els regnats dels fills de Felip V, Ferran VI (1746-1759) i Carles III (1759-1788), Catalunya va iniciar un redreçament liderat per la menestralia i la burgesia. Moltes comarques catalanes es van especialitzar en determinats conreus. El transport amb la península, per l'interior, era difícil i, per aquest motiu, el comerç marítim va créixer molt. Els ports d'Altafulla, Cambrils, Tarragona i Salou van exportar els productes dels voltants: vinya i fruita seca. A canvi, els vaixells estrangers, principalment anglesos, portaven bacallà i teles, que mancaven al país.
Catalunya va créixer demogràficament i va augmentar la producció d'alcohol i de tèxtil. En altres ciutats va succeir el mateix, car molts emprenedors van començar a enriquir-se amb l'intercanvi de mercaderies i van començar a estampar els teixits. Així s'incrementava el valor dels seus productes. Els comerciants catalans aprengueren a importar cotó americà, malgrat la prohibició del comerç directe amb Amèrica.
La concessió que Carles III va fer a Barcelona i a altres ports catalans per comerciar directament amb Amèrica (1778) va facilitar el comerç, car la concessió va significar que molts milers de catalans s'instal·lessin a Amèrica i retornessin després amb els cabals acumulats en uns anys de treball (els indians). També van afavorir el ressorgiment econòmic les expedicions contra Alger per extingir la pirateria barbaresca, tasca en la qual es distingí l'almirall mallorquí Antoni Barceló. La creació de la Junta de Comerç de Barcelona i de les Societats Econòmiques d'Amics del País foren dos elements vertebradors del redreçament. Amb el cotó americà i l'experiència industrial i comercial, moltes ciutats del país van començar a crear indústries tèxtils que van possibilitar la Revolució Industrial de Catalunya del segle següent.

### Cultura
La cultura va rebre un fort impuls marcat per la fundació de la Reial Acadèmia de Bones Lletres (1729), de la Reial Acadèmia de Ciències Naturals i Arts (1770), de la Reial Acadèmia de Medicina pràctica (1786) i del Col·legi de Cirurgia de Barcelona (1760).
Noms destacats d'il·lustrats catalans van ser el cirurgià Pere Virgili, el metge Gaspar Casal, Miquel Salvà Campillo i el menorquí Mateu Orfila. Entre els químics va destacar Francesc Carbonell, i entre els astrònoms i els físics, el rossellonès Francesc Aragó. A València, el moviment erudit s'encarnà en la figura de Gregori Maians i Siscar. I a Menorca, sota domini britànic durant la major part del segle xviii a conseqüència del tractat d'Utrecht, destaca la labor de la Societat Maonesa de Cultura, que incloïa membres de diverses nacionalitats (sobretot menorquins i britànics) i que es va dedicar a fer estudis i traduccions d'humanitats i de ciències, i en el si de la qual Joan Ramis i Ramis va crear les primeres tragèdies neoclàssiques que es van escriure en llengua catalana.

## Formes artístiques: raó i sensibilitat
El segle xviii és un moment d'esclat de la raó humana i també una època de represa de la burgesia que, havent trobat bases econòmiques i ideològiques més fermes, recupera l'optimisme i la seguretat que havia perdut a causa de les crisis del segle anterior. Així doncs, és molt natural que l'art reflecteixi aquesta situació mitjançant un nou estil, que torna a la situació clàssica i a la serenor del Renaixement, influït a més pel racionalisme de tradició francesa.

### Neoclassicisme
Es considerà que calia abandonar els excessos ornamentals del barroc i tornar a la severitat del classicisme. A més, una sèrie d'excavacions prop de Nàpols posaren al descobert les ruïnes de Pompeia i Herculà, ciutats romanes soterrades per les cendres del volcà Vesuvi i que romangueren perfectament conservades. Fou el moviment anomenat neoclassicisme, que reinstaurà la serena severitat de l'arquitectura romana i grega.
Com que el rei de Nàpols, Carles de Borbó, que patrocinà les excavacions de Pompeia i Herculà, esdevingué rei d'Espanya l'any 1759 amb el nom de Carles III per mort del seu germà de pare, Ferran VI, res no té d'estrany que a Espanya l'arquitectura neoclàssica esdevingués un art oficial. Com a conseqüència, a Barcelona, hi ha molts monuments d'estil neoclàssic, la inspiració dels quals procedeix d'aquest temps, com ara els edificis que eren a l'interior de la desapareguda fortalesa de la Ciutadella, avui parc del mateix nom: el palau del governador del castell, la capella que s'alça al seu costat i l'arsenal del castell, avui seu del Parlament de Catalunya. També l'edifici de l'antiga duana de Barcelona (avui govern civil) és d'estil neoclàssic, així com la part exterior de l'antiga llotja, al pla de Palau, i del palau de la Generalitat de Catalunya, a la plaça Sant Jaume.
El barroc, evolucionant cap al neoclassicisme, va donar altres produccions notables com la façana de la catedral de Girona, l'església del Carme de Vic, la catedral Nova de Lleida, el santuari de la Gleva prop de Manlleu, el santuari del Miracle prop de Solsona, la façana del palau episcopal de Solsona, la catedral de Vic, els edificis de la Universitat de Cervera, i el palau del Marquès de Dosaigües a València.

### Rococó: un art decoratiu
Com que l'art neoclàssic era considerat per la burgesia massa fred i racional, molts burgesos sentiren la necessitat de decorar els interiors amb un art més ric en ornamentació i que recollís d'alguna manera allò que el barroc tenia de positiu. Així, nasqué el rococó (nom que ve de la unió de dues paraules franceses: roche, 'roca', i coquille, 'closca', elements tots dos abundosament emprats en la decoració del nou estil). El rococó és un art decoratiu d'interiors i coexisteix moltes vegades amb el neoclàssic de la façana i de l'exterior de l'edifici.
El rococó utilitzava generosament els elements decoratius propis de les manufactures del moment: decorava estances amb catifes, tapissos brodats, porcellanes, sedes, miralls emmarcats amb volutes daurades, rellotges, aranyes, mobles… Es produeix, d'aquesta manera, un lligam entre la conjuntura econòmica i els productes que se'n deriven i el gust estètic de l'època.
El rococó fomenta la pintura informal i frívola, amb abundància de motius eròtics, colors vius i les escenes amables que reflecteixen les idees del moment sobre la recerca de la felicitat i el retorn a la natura. Els seus màxims exponents foren els de l'escola francesa, amb mestres com Jean-Honoré Fragonard, François Boucher i Antoine Watteau.
En música, el seu paral·lel és l'anomenat estil galant.

### Teatre
Al llarg del segle xviii, la monarquia porta a terme una forta repressió cultural i política que desprestigia enormement la llengua catalana, prohibida en els teatres públics o oficials, i que provoca una profunda crisi en les arts escèniques catalanes.
El teatre que prospera arriba sota el guiatge de l'aristocràcia francesa i està dirigit a un públic erudit i cortesà. Segueix les teories classicistes, segon les quals l'art té l'obligació d'educar i les obres han de ser al màxim d'objectives, limitant la creativitat de l'autor. El teatre s'ha d'ajustar a les tres unitats - temps, lloc i acció -, fet que resta llibertat, espontaneïtat i originalitat a les obres.

## La religió en la Il·lustració
En la religió, es realitzen les primeres formulacions del deisme, l'ateisme i el satanisme, i s'estudia la natura des del punt de vista científic, tot abandonant les velles concepcions. L'aparició en el si de la Il·lustració d'aquestes tendències religioses es va acabar de desenvolupar amb la Revolució Francesa. S'imposa una concepció espiritual de l'Església; la religió es converteix en un compromís personal amb Déu i s'abandonen les imposicions d'aquesta institució, que segons els il·lustrats ocupaven el lloc de Déu. Com que la Il·lustració es caracteritza per la pluralitat i la tolerància, hi conviuen ortodoxos, catòlics i protestants, i partidaris de la religió natural. Tot i això, també hi ha ateus. L'avançament de la tolerància va ser resultat de moviments polítics pragmàtics, així com de l'aplicació dels principis de la Il·lustració. La religió era un tema central en les converses del segle xviii, objecte de debat als llocs de tertúlia de les societats de l'Europa il·lustrada i en el bescanvi d'actituds entre els diferents filòsofs de l'època. Michael J. Buckley descriu l'augment de la tolerància i de l'ateisme com una resposta a la violència religiosa dels anys precedents: l'expulsió dels hugonots a França, la Inquisició a Espanya i els judicis de bruixeria o les guerres civils a Anglaterra, Escòcia i els Països Baixos. Buckley argumenta que «les guerres religioses havien desacreditat irrevocablement la primacia confessional a la cada vegada més secularitzada sensibilitat de la major part de la cultura europea».
L'Església era sotmesa a l'estat absolut, la qual cosa va generar conflicte en els països catòlics, ja que depenien, al seu torn, de les decisions del pontífex a Roma, és a dir, d'un poder central i total. Tanmateix, en els regnes de la península Ibèrica, sovint la jerarquia eclesiàstica intentà imposar un control ideològic que dugué a l'elaboració d'índexs de llibres prohibits i, en alguns moments, s'exigí un permís de la superioritat per poder disposar de l'Enciclopèdia. D'altra banda, altres sectors de la mateixa església eren propagadors de les idees de la il·lustració, com determinats bisbes i alguns ordes religiosos, com el dels jesuïtes, que foren expulsats, sent la companyia de Jesús, dissolta el 1773. L'any 1787, Lluís XVI va signar un edicte de tolerància garantint a les minories religioses el dret al matrimoni i a la propietat privada, tot i que el dret de culte encara els quedava restringit i no se'ls permetia exercir la docència ni treballar en organismes públics. Així doncs, la Il·lustració espanyola es diferenciarà de l'europea en el fet que no farà una crítica al paper de l'església com la que es feia a la resta del moviment.